# Озерний (Усть-Тарцький район)
Озерний (рос. Озёрный) — селище у Усть-Тарцькому районі Новосибірської області Російської Федерації.
Входить до складу муніципального утворення Кушаговська сільрада. Населення становить 89 осіб (2010).

## Історія
Згідно із законом від 2 червня 2004 року органом місцевого самоврядування є Кушаговська сільрада.

## Населення
| 2002 | 2007 | 2010 |
| ---- | ---- | ---- |
| 108  | ↘103 | ↘89  |